# Dendrobium esuriens
Dendrobium esuriens är en orkidéart som beskrevs av Heinrich Gustav Reichenbach. Dendrobium esuriens ingår i släktet Dendrobium, och familjen orkidéer.
Artens utbredningsområde är Java. Inga underarter finns listade i Catalogue of Life.